# Władysław Jahl
Władysław Adam Alojzy Jahl (Jarosław, 10 de agosto de 1886 - París, 31 de marzo de 1953) fue un pintor y diseñador gráfico polaco, activo desde 1912 en Francia y España.

## Biografía
Estudió derecho en la Universidad de Leópolis e historia del arte en la Universidad Jagellónica. Entre los años 1912-1914 estudió pintura en París, en la Académie de la Grande Chaumière. Tras el estallido de la Primera Guerra Mundial, se trasladó a España, donde desde 1917 estudió con Józef Pankiewicz. En 1918 realizó su primera exposición individual en Madrid. 
En 1920 regresó a París, donde vivió esporádicamente con Moise Kisling; también era amigo de Mela Muter. Expuso sus pinturas en París en varias ocasiones: en los Salones de Otoño de 1919, 1947-1949 y 1951; en el Salón de los Independientes (1920); en el Museo de Artes Decorativas (1922); en la Galería del Museo Crillon (1933) etcétera. Hizo exposiciones individuales en París, Castel (1934), Zak (1934), Carrefour (1935), Zborowski y Bernheim. Perteneció al "Grupo de Artistas Polacos en París" (Grupa paryska plastyków polskich) y la "Asociación de Artistas Polacos en Francia" (Związek Artystów Polskich we Francji). 
En los años 1923, 1925, 1926 y 1929 volvió a España y, entre otras cosas, trabajó en Madrid como director artístico de Revista de Occidente, Ultra e Índice, publicó en la revista Ley de Juan Ramón Jiménez y fue escenógrafo del Teatro Calderón de Madrid, entonces llamado Odeón. Se involucró muy activamente en el movimiento de la Vanguardia artística española conocido como Ultraísmo junto a algunos otros extranjeros como el uruguayo Rafael Barradas y la argentina Norah Borges. Expuso también en Polonia (Poznan, 1929; Cracovia, 1930; Varsovia, 1931 y Leópolis) y en el extranjero (Madrid, 1926; Nueva York, 1939; Roma, 1950, Londres, Grenoble y Bilbao). En 1937 visitó Leópolis. Durante la Segunda Guerra Mundial estuvo en Voiron, cerca de Grenoble, y muchas de sus obras quedaron destruidas durante la guerra en París y las que quedaron después pasaron en 1947 y 1948 al taller de Mela Muter.
Jahl pintó composiciones figurativas, paisajes, casas de campo, naturalezas muertas y retratos. Estudió a Pankiewicz, los postimpresionistas de la Escuela de París y la pintura barroca española, sobre todo El Greco, de quien experimentó un fuerte influjo. Se hizo muy popular una serie de pinturas suyas sobre Don Quijote. A mediados de los años treinta empiezan a aparecer motivos sociales en su mirada y surgen cuadros e ilustraciones sobre temas como las protestas políticas, el desempleo, la guerra y el exilio.
- Datos: Q2597210
- Multimedia: Wladyslaw Jahl / Q2597210